# Isocybus brevistriatus
Isocybus brevistriatus är en stekelart som beskrevs av Jean-Jacques Kieffer 1916. Isocybus brevistriatus ingår i släktet Isocybus och familjen gallmyggesteklar. Inga underarter finns listade i Catalogue of Life.